# Загряжский, Дмитрий Давыдович
Дмитрий Давыдович Загряжский (умер 18.01.1520) — представитель рода Загряжских, дипломат, московских князей Ивана III Васильевича и Василия III Ивановича.

## Служба у Ивана III
«Ближний человек», неоднократно был послом в Литве (1493, 1500, 1503). В 1493 году он должен был объявить Александру Ягеллону, что Иван Васильевич впредь считает своими земли князей, перешедших с литовской на русскую службу: Воротынских, Белёвских, Мезецких и Вяземских. Кроме того Ивана теперь следовало именовать «государем всея Руси». В 1495 году в числе многих «детей боярских» сопровождал в Литву дочь Ивана III Елену Ивановну, выдаваемую замуж за Александра Ягеллона. 29 июля 1497 года послан к Александру для обсуждения возможной помощи Литве против Турции. В 1500 году послан с протестом против притеснений православных князей в Литве.

## Служба у Василия III
В 1511 году послан к Сигизмунду в Польшу Василием III с требованием освобождения находящихся в Литве пленных и для решения пограничных споров. Ещё раз ездил к польскому королю Сигизмунду уже после взятия Смоленска в 1514 году (год поездки неизвестен).
В 1517 году 26 марта отбыл послом в Кенигсберг к Альбрехту, гроссмейстеру Тевтонского ордена вместе с немецким послом Шонбергом. Среди прочих поручений было выяснить отношения императора Максимилиана с Францией и Венецией. Также предлагалась денежная помощь для найма войск.
Владел Песочной Коломенского уезда и слободы по реке Угре. Погребён в Спасо-Андроньевском монастыре.
Имел сыновей Данилу и Фёдора.